# End of Sorrow
"End of Sorrow" é o sétimo single da banda japonesa de rock Luna Sea, lançado em 25 de março de 1996 pela MCA Victor e incluído no álbum Style. Alcançou a primeira posição na Oricon Singles Chart e permaneceu por oito semanas. Em 1996, foi certificado Platina pela RIAJ por vender mais de 400.000 cópias.

## Recepção
Foi o terceiro single da banda a alcançar a primeira posição na Oricon Singles Chart, e permaneceu nas paradas por oito semanas. Foi certificado disco de Platina pela Recording Industry Association of Japan (RIAJ) em 1996 por vender mais de 400.000 cópias.
Yu-Ki e DJ Koo da banda TRF fizeram um cover da canção para o álbum de tributo Luna Sea Memorial Cover Album lançado em 2007.

## Faixas
Todas as letras escritas por Ryuichi. 
| N.º            | Título          | Música         | Duração |  |
| 1.             | "End of Sorrow" | Sugizo         | 4:22    |  |
| 2.             | "Twice"         | Inoran         | 6:17    |  |
| Duração total: | Duração total:  | Duração total: | 10:39   |  |

## Ficha técnica

### Luna Sea
- Ryuichi - vocais
- Sugizo - guitarra
- Inoran - guitarra
- J - baixo
- Shinya - bateria

## Desempenho nas paradas
| Parada (2013)        | Posição de pico |
| -------------------- | --------------- |
| Oricon Singles Chart | #1              |